# مومباروتسو
مومباروتسو (به ایتالیایی: Mombaruzzo) یکی از شهرستانهای استان آسته در منطقه ایتالیایی پیدمونت می‌باشد که در ۷۰ کیلومتری جنوب شرقی تورین و ۲۵ کیلومتری جنوب شرقی آسته واقع شده است.
مومباروتسو با این مناطق شهری مرز مشترک دارد: برونو، کارنتینو، شهرستان کاسینی، کاستلنو وو بلبو، فونتانیلی، فراسکارو، گامالیرو، مارانزانا، نیتسا مونفیراتو، کارانتی و ریکالدونی.